# المعهد الأردني للدراسات المصرفية
المعهد الأردني للدراسات المصرفية (يعرف أيضًا باسم IBS)، أسسه البنك المركزي الأردني عام 1971 بحيث يقدم العديد من البرامج الأكاديمية والأنشطة التدريبية والندوات بالتعاون مع العديد من الجامعات الأردنية والمؤسسات الإقليمية والدولية وبرامج الدبلوم المهني المتخصصة ويقع المعهد في عمان عاصمة الأردن ويوجد فرعان للمعهد أحدهما في إربد والآخر في العقبة.